# Stanley McKeen
Pour les articles homonymes, voir McKeen.
Stanley Stewart McKeen (18 mars 1897–1er décembre 1966) est un homme politique canadien de la Colombie-Britannique. Il est député provincial libéral de la circonscription britanno-colombienne de Vancouver-Point-Grey de 1933 à 1937.

## Biographie
Né à New Westminster en Colombie-Britannique, McKeen il fonde la Straits Towing Limited, une entreprise familiale de remorqueur naval. Il siège également au conseil des directeurs de la B.C. Forest Products Ltd (en), de la Burrard Dry Dock Ltd. et de la Decks-McBride Ltd., ainsi que comme président de la chambre de commerce de Vancouver en 1943.

## Politique
Élu à l'Assemblée législative de la Colombie-Britannique en 1933, il n'effectue qu'un seul mandat en raison de sa défaite en 1937. McKeen participe à la création du parti de centre-droit Non-Partisan Association (en) qui domine la vie politique vancouvéroise durant la fin des années 1930.
Pendant la Seconde Guerre mondiale, il s'active à aider le gouvernement à élever des fonds pour l'effort de guerre. En 1947, il est nommé au Sénat du Canada par le premier ministre William Lyon Mackenzie King.
McKeen siège à la chambre haute jusqu'à son décès à Vancouver à l'âge de 69 ans.